# Église Saint-Martin de Thurins
L'église Saint-Martin est l'église du village de Thurins dans le Rhône. Cette église catholique dédiée à saint Martin, apôtre des Gaules, fait partie aujourd'hui de la paroisse Saint-Alexandre de l'Ouest lyonnais qui dépend de l'archidiocèse de Lyon.

## Histoire

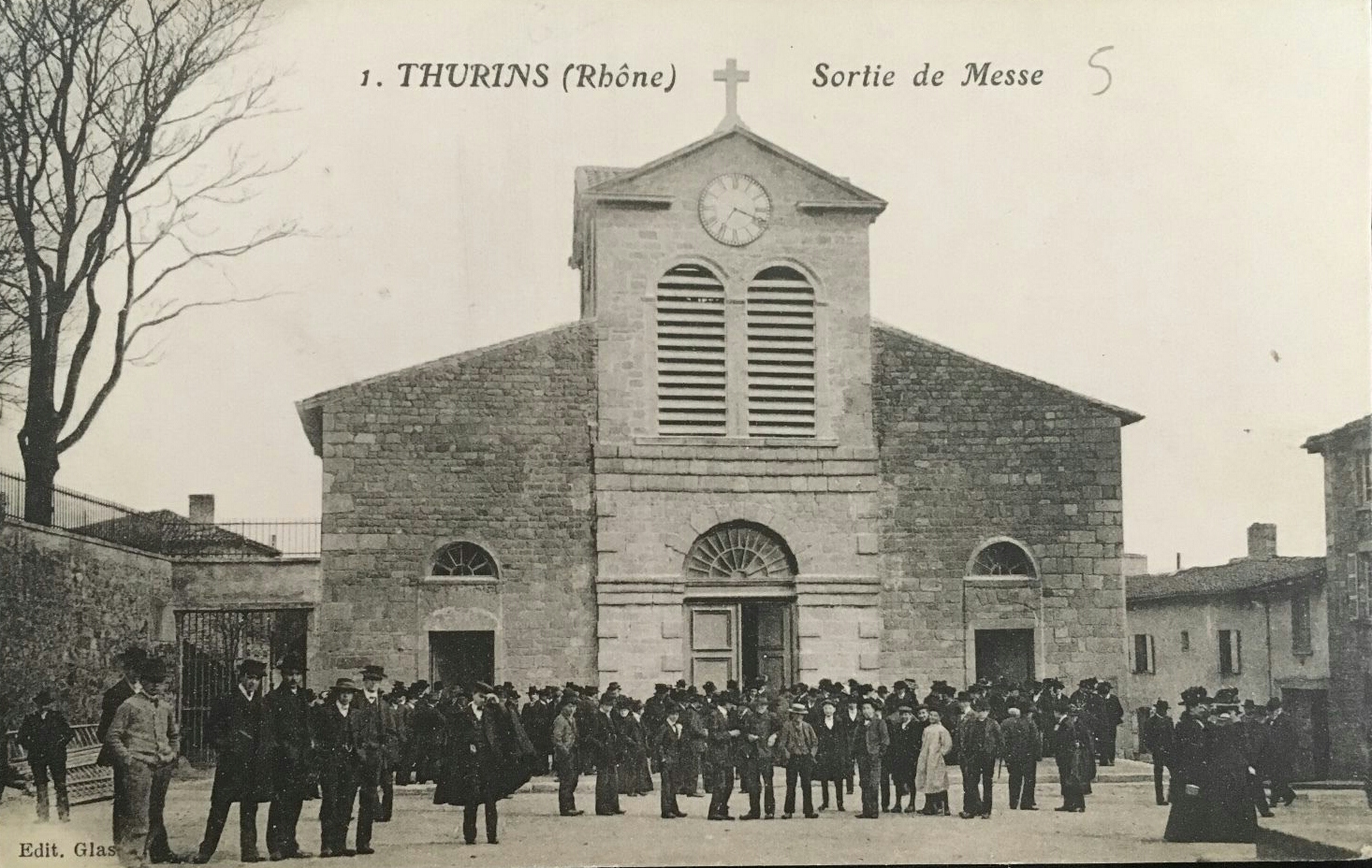
Aspect de l'église au début du XXe siècle.

Cette église remplace une église plus ancienne et a été consacrée le 31 mai 1835 par Mgr Gaston de Pins, administrateur apostolique de l'archidiocèse de Lyon, alors que le cardinal Fesch, oncle de Napoléon, est toujours en exil à Rome, refusant de démissionner. Le clocher trop dangereux est démoli en 1909. Il est remplacé par un clocher pointu en 1929.
L'église est fort appréciée pour son acoustique. Elle est restaurée en 1978.

## Description
L'église est à trois nefs séparées d'arcs en plein cintre. Le clocher pointu date de 1929, comprenant trois cloches.
À l'intérieur, on remarque au bout du bas-côté droit un autel, l'autel des Saints-Anges, avec un retable en bois de chêne peint d'époque Louis XIII, flanqué de colonnes torsadées. Il représente en bas-relief les trois anges de la philoxénie d'Abraham. Cet ensemble est inscrit aux monuments historiques le 18 décembre 1958. Les stalles et les boiseries du chœur sont de même provenance, peut-être l'abbaye de Cluny.
La nef est ornée de huit lustres de bronze et de laiton et de pampilles de cristal, décorés d'anges et de torches, datant de la première moitié du XIXe siècle. Certains vitraux sont signés de la maison Roy à Lyon en 1878.